# 鲁妥珠单抗
鲁妥珠单抗（INN：lumretuzumab；开发代号：RG7116），或译鲁姆妥珠单抗，是一种人源化抗HER3单克隆抗体，设计用于治疗癌症。
一项Ib/II期研究调查了在第一线治疗晚期或转移性鳞状非小细胞肺癌（sqNSCLC）患者时，鲁妥珠单抗与卡铂和紫杉醇联合使用的安全性和临床活性。
该药物由基因泰克/罗氏公司开发。